# Don Sleet
Donald „Don“ Sleet (* 27. November 1938 in Fort Wayne, Indiana; † 31. Dezember 1986) war ein US-amerikanischer Jazz-Trompeter.
Sleet wuchs als Sohn eines Musiklehrers in San Diego auf und begann bereits als 15-Jähriger, als professioneller Musiker zu arbeiten. Unterrichtet wurde er von Buddy Childers; seine frühen Vorbilder waren Clifford Brown und Blue Mitchell. In den 1950er und 1960er Jahren spielte er in Kalifornien, u. a. mit einem eigenen Quintett mit dem Pianisten Mike Wofford und dem Schlagzeuger John Guerin, das im Beacon Inn in Del Mar und später im Lighthouse in Hermosa Beach auftrat. Außerdem spielte Sleet mit Howard Rumseys Lighthouse All Stars, der Stan Kenton Band und Shelly Mannes All Stars, sowie einige Jahre als Mitglied des Sinfonieorchesters von San Diego.
Im März 1961 hatte er die Gelegenheit für Jazzland Records ein Album unter eigenem Namen aufzunehmen, All Members (OJC 1949), an dem Tenorsaxophonist Jimmy Heath, der Pianist Wynton Kelly, der Bassist Ron Carter und der Schlagzeuger Jimmy Cobb mitwirkten und das im Hardbop-Idiom der damaligen Miles-Davis-Bands angesiedelt ist. Es enthält auch zwei Titel, die Clifford Jordan geschrieben hatte.
Drogenkonsum schränkte seine Karriere Ende der 1950er und in den 60ern ein. Nach einer Drogentherapie bei Synanon versuchte er Anfang der 70er in New York ein Comeback, was jedoch erfolglos blieb. Er starb Ende 1986 an Lymphdrüsenkrebs.

## Lexikalischer Eintrag
- Richard Cook, Brian Morton: The Penguin Guide to Jazz on CD. 6. Auflage. Penguin, London 2002, ISBN 0-14-051521-6.